# Einar Olsen
Peter Einar Olsen (Vig, 1893. március 11. – Grevinge, 1949. június 3.) olimpiai ezüstérmes dán tornász.
Az 1912. évi nyári olimpiai játékokon indult tornában és a svéd rendszerű csapat összetettben ezüstérmes lett.
Klubcsapata a Skytterforeningernes Hold volt.